# Lauren Taylor
Lauren Taylor (* 16. Juni 1998 in San Diego, Kalifornien) ist eine US-amerikanische Schauspielerin und Sängerin.

## Karriere
Sie erlangte Bekanntheit durch ihre Verkörperung von Harper Rich in der Netflix-Serie Richie Rich. Von 2015 bis 2016 spielte sie in der Sitcom Best Friends – Zu jeder Zeit die Hauptrolle der Shelby, die zusammen mit ihrer besten Freundin Cyd (Landry Bender) durch die Zeit reisen kann.
2013 nahm sie an der Castingshow The Winner Is auf NBC teil. Ihre erste Single Carousel, die sie auch selbst geschrieben hat, wurde im Februar 2013 veröffentlicht.

## Filmografie
- 2015: Richie Rich (Fernsehserie)
- 2015–2016: Best Friends – Zu jeder Zeit (Best Friends Whenever, Fernsehserie)
- 2015: Liv und Maddie (Fernsehserie, Folge 3x04)